# Liberty Bowl 2020
Match précédent Match suivant
Le Liberty Bowl 2020 est un match de football américain de niveau universitaire joué après la saison régulière de 2020, le 31 décembre 2020 au Liberty Bowl Memorial Stadium de Memphis dans l'État du Tennessee aux États-Unis.
Il s'agit de la 62e édition du Liberty Bowl.
Le match met en présence l'équipe des Mountaineers de la Virginie-Occidentale issue de la Big 12 Conference et l'équipe indépendante des Black Knights de l'Army.
Il a débuté à 15 heures locales et a été retransmis à la télévision par ESPN.
Sponsorisé par la société ̼Autozone (en), le match est officiellement dénommé le 2020 AutoZone Liberty Bowl.
West Virginia remporte le match sur le score de 24 à 21.

## Présentation du match
Conformément aux contrats établis avec les conférences, le match devait mettre en présence une équipe de la Southeastern Conference (SEC) et une équipe de la Big 12 Conference. Néanmoins, après le retrait des Volunteers du Tennessee à la suite de la pandémie de Covid-19, c'est l'équipe de l'Army qui est désignée pour jouer le bowl. L'army aurait dû disputer l'Independence Bowl avant son annulation par la NCAA également à la suite de la pandémie.
| Équipes                                                                   | Conférences | Entraîneurs      | Stats. saison rég. | Classements avant le bowl | Classements avant le bowl | Classements avant le bowl |
| ------------------------------------------------------------------------- | ----------- | ---------------- | ------------------ | ------------------------- | ------------------------- | ------------------------- |
| Équipes                                                                   | Conférences | Entraîneurs      | Stats. saison rég. | CFP                       | AP                        | Coaches                   |
| Mountaineers de la Virginie-Occidentale                                   | B12         | Neal Brown (en)  | 5 - 4              | NC                        | NC                        | NC                        |
| Black Knights de l'Army                                                   | Ind.        | Jeff Monken (en) | 9 - 2              | NC                        | NC                        | NC                        |
| - Équipe donnée favorite par les bookmakers : West Virginia par 9½ points |             |                  |                    |                           |                           |                           |

Il s'agit de la 4e première rencontre entre ces deux équipes :
| Saison | Date             | Vainqueur     | Score  | Perdant       | Compétition      |
| ------ | ---------------- | ------------- | ------ | ------------- | ---------------- |
| 1961   | 28 octobre 1961  | West Virginia | 07 - 3 | Army          | Saison régulière |
| 1946   | 2 novembre 1946  | Army          | 19 - 0 | West Virginia | Saison régulière |
| 1941   | 22 novembre 1941 | Army          | 07 - 6 | West Virginia | Saison régulière |

### Mountaineers de la Virginie-Occidentale
Avec un bilan global en saison régulière de 5 victoires et 4 défaites (4-4 en matchs de conférence), la Virginie-Occidentale est éligible et accepte l'invitation pour participer au Liberty Bowl de 2020.
Ils terminent 6e de la Big 12 Conference et à l'issue de la saison 2020, ils n'apparaissent pas dans les classements CFP, AP et Coaches.
Il s'agit de leur 3e participation au Liberty Bowl :
| Saisons | Dates            | Vainqueurs | Scores  | Finalistes    | Bilan     |
| ------- | ---------------- | ---------- | ------- | ------------- | --------- |
| 1964    | 19 décembre 1964 | Utah       | 32 - 6  | West Virginia | D : 0 - 1 |
| 2014    |                  | Texas A&M  | 45 - 37 | West Virginia | V : 0 - 2 |

### Black Knights de l'Army
Avec un bilan global en saison régulière de 9 victoires et 2 défaites, l'Army est éligible et accepte l'invitation pour participer au Liberty Bowl de 2020.
À l'issue de la saison 2020, ils n'apparaissent pas dans les classements CFP, AP et Coaches.
C'est leur première apparition au Liberty Bowl.